# Felipa Mareri
Felipa Mareri (Petrella Salto, 1195 - 16 de febrero de 1236) fue una y monja italiana de la orden de los franciscanos, considerada como beata por la Iglesia Católica, y cuyo día de conmemoración es el 16 de febrero. Se afirma que fue una de las monjas franciscanas en conocer en vida al fundador de la Orden, Francisco de Asís.

## Hagiografía

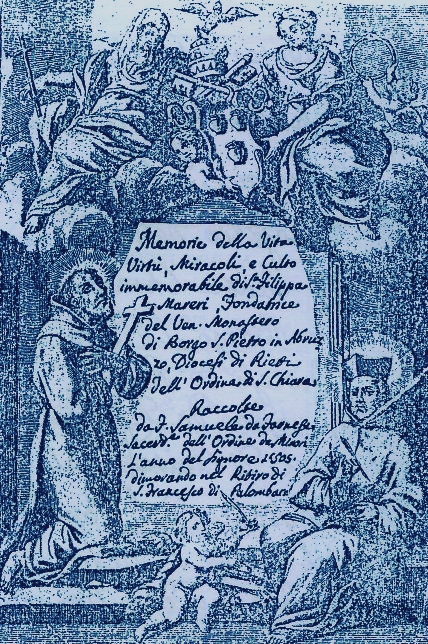
Cubierta del libro: Memoria de las Virtudes, milagros y adoración de la Inmaculada San Filippa Mareri, fundadora del monasterio veneciano de Borgo S. Pietro en Abruzzo de la Diócesis de Rieti de la Orden de Santa Clara. Trabajo escrito por el Hermano Samuel de Farnese, sacerdote de la Orden Menor en el año del Señor 1805 mientras a habitaba en el convento de retiro de San Francisco de Palombara.

Filipa nació en el castillo Mareri, en San Pietro de Molito (hoy Borgo de San Pietro - Petrella Salto), Rieti, hacia finales de 1195. Pertenecía a la noble familia de los Mareri. Su padre era Filipo Mareri. Fue la tercera de cuatro hermanosː Tomaso, Gentil y otra hermana de nombre desconocido. Tomaso, el mayor, era funcionario del emperador Federico II, lo que le generó fortuna a los Mareri.
Siendo aun joven, Felipa recibió como huésped en la casa de su padre a Francisco de Asís, que estaba de peregrino por el Valle de Rieti, entre los años 1121 y 1225. El mensaje del fraile la conmovió a tal punto que decidió renunciar a su vida de lujos y se consagró al servicios de los necesitados, ingresando a la orden franciscana, a pesar de que su familia, en especial Tomaso se opusieron, y a la multitud de pretendientes que llegó a tener.
Huyó de su casa para refugiarse en una gruta vecina, hoy conocida como la Gruta de Santa Felipa. El 18 de septiembre de 1228 sus hermanos le donaron el castillo y su correspondiente iglesia, mediante un acta notarial.